# Патрисия Каас
Патрѝсия Ка̀ас (на немски: Patricia Kaas, [patʁisja kas]) e френска певица и актриса, чиято музика съчетава поп, кабаретна музика, джаз и шансон.

## Биография
Родена е на 5 декември 1966 година във Форбак, Франция, в работническо семейство на немскоезичен лотарингец и германка от Саарланд. От малка има влечение по пеенето. Нейният немско-френски произход допринася много за подобряването на отношенията между французи и немци в пограничните райони със смесено население на двете държави.
През 2009 г. представя Франция в конкурса на Евровизия. Изнася концерт в българската столица София на 12 юни 2009 г.
Дебютира в киното през 2002 г. с главната роля на Джейн Лестър във филма „И сега... дами и господа“, където си партнира с Джеръми Айрънс. До началото на 2010 г. това е единственият филм, в който е участвала.

## Дискография
- Mademoiselle chante... (1988)
- Scène de vie (1990)
- Je te dis vous (1993)
- Dans ma chair (1997)
- Le Mot de passe (1999)
- Rien Ne S'Arette (2001)
- Piano Bar (2002)
- Sexe fort (2003)
- Kabaret (2008)
- 19 (The best of) (2009)

## Гостувания в България
- Концерт в НДК 21 юни 2013
- Концерт в НДК 28 юни 2017